# Hajo Brugmans
Hajo Brugmans (Groningen, 5 maart 1868 - Amsterdam, 6 december 1939) was een Nederlands historicus.

## Carrière
Brugmans promoveerde te Groningen in 1892. Hij was onderbibliothecaris aan de Koninklijke Bibliotheek van 1897-1903. Op 25 november 1903 werd hij benoemd tot hoogleraar in de algemene geschiedenis aan de Universiteit van Amsterdam. Hij ging met emeritaat op 15 september 1938.
Als hoogleraar schreef hij meerdere boeken over de geschiedenis van Amsterdam, waaronder het zesdelige standaardwerk De geschiedenis van Amsterdam (1930-1933). Daarnaast schreef hij onder andere over de Geschiedenis van den wereldoorlog, 1914-1918 (1936) en was mederedacteur van een klassieke encyclopedie van moderne Nederlanders, Persoonlijkheden in het Koninkrijk der Nederlanden in woord en beeld (1939).

## Familie
Hajo Brugmans was een zoon van de Groningse spiegelfabrikant en zakenman Izaak Johannes Brugmans (1843-1910) en de uit Sneek afkomstige Catharina Haijona Napjus. Ook zijn grootvader, eveneens Hajo Brugmans geheten, was spiegelmaker.
Hajo Brugmans was de vader van de volgende geleerden:
- Ieb Brugmans (1896-1992), historicus, evenals zijn grootvader officieel Izaak Johannes Brugmans geheten
- Hendrik Brugmans (1906-1997), romanist en voorvechter van het Europees federalisme

## Straatnaam
Naar Hajo Brugmans is een straat genoemd in Amsterdam.